# Naum Landkof
Naum Samoilowitsch Landkof (em russo:  Наум Самойлович Ландкоф, em ucraniano:  Наум Самійлович Ландкоф, transl. Naum Samijlowytsch Landkof; Carcóvia, 20 de janeiro de 1915 – Israel, 2004) foi um matemático ucraniano, que trabalhou com teoria do potencial, análise complexa e análise harmônica.
Landkof obteve um doutorado em 1940 na Universidade Nacional Taras-Chevtchenko de Kiev, orientado por Mikhail Lavrentyev, com a tese Einige Eigenschaften irregulärer Punkte des verallgemeinerten Dirichlet-Problems, em russo). Obteve a habilitação em 1967 (Doktor nauk) e foi professor em 1968. Foi professor da universidade em Rostov do Don. Imigrou depois para Bersebá.
Dentre seus doutorandos constam Alexandre Eremenko e Vladimir Marchenko.

## Obras
- Foundations of Modern Potential Theory, Grundlehren der mathematischen Wissenschaften 180, Springer 1972 (original russo Moscou 1966)